# Maurizio Ferrara (cestista)
Maurizio Ferrara (Avellino, 10 agosto 1986) è un ex cestista italiano.

## Carriera
Il 5 ottobre 2011 viene ufficializzato l'ingaggio da parte della Felice Scandone Basket Avellino, con la quale aveva esordito in Serie A all'età di 16 anni.